# Méry
 Méry  es una población y comuna francesa, en la región de Ródano-Alpes, departamento de Saboya, en el distrito de Chambéry y cantón de Aix-les-Bains-Sud.

## Demografía
| 425 | 410 | 391 | 591 | 666 | 1183 | 1300 | 1616 | 2013 |
| Para los censos de 1962 a 1999 la población legal corresponde a la población sin duplicidades (Fuente: INSEE [Consultar]) |     |     |     |     |      |      |      |      |